# 丸金浅野商事
丸金浅野商事（まるきんあさのしょうじ）は北海道札幌市中央区にある衣料卸売店。

## 沿革
- 1946年8月 浅野商店開業
- 1951年3月 株式会社に改編し、社名を丸金浅野商店に改める。
- 1964年9月 社名を丸金浅野商事に変更。
- 1994年4月 函館営業所開設。

## 会社概要
1946年8月に北海道深川市で個人商店として創業し、当初は毛糸・雑貨類中心の店舗を営んでいた。1951年3月に札幌市に移転し、株式会社に改編した。顧客により安く商品を提供するため新潟県のアパレルメーカーと提携・資本参加し、製販一体型の経営を志向した。卸売業の他に小売も手がけており、健康用品・ペット用衣料販売も併営している。

## 営業所
- 函館営業所 〒041-0811 北海道函館市富岡町2-41-16 オフィスウシオ2階

## 関連会社
- 高橋ニット 〒959-1876 新潟県五泉市泉町2-3-15
- マルキン 〒954-0053 新潟県見附市本町4-5-67
- 丸金浅野産業 本社に併設
- 丸金商事 〒959-1811 新潟県五泉市三本木3-2-30